# Lomy (Člunek)
Lomy (německy Tieberschlag) jsou vesnice, část obce Člunek v okrese Jindřichův Hradec v Jihočeském kraji. Leží mezi Člunkem a Kunžakem.
V roce 2011 zde trvale žilo 148 obyvatel.
Vesnice je vzdálena dvanáct kilometrů východně od Jindřichova Hradce. Prochází jí úzkorozchodná železnice Jindřichův Hradec – Nová Bystřice provozovaná akciovou společností Jindřichohradecké místní dráhy (trať č. 229, stanice Kunžak-Lomy).

## Historie
První písemná zmínka o vesnici pochází z roku 1288. V letech 1938 až 1945 byla ves přičleněna (v důsledku uzavření Mnichovské dohody) k nacistickému Německu.

## Obyvatelstvo
| Rok            | 1869 | 1880 | 1890 | 1900 | 1910 | 1921 | 1930 | 1950 | 1961 | 1970 | 1980 | 1991 | 2001 | 2011 | 2021 |
| -------------- | ---- | ---- | ---- | ---- | ---- | ---- | ---- | ---- | ---- | ---- | ---- | ---- | ---- | ---- | ---- |
| Počet obyvatel | 524  | 508  | 475  | 497  | 472  | 412  | 406  | 210  | 200  | 180  | 158  | 147  | 155  | 148  | 155  |
| Počet domů     | 73   | 74   | 73   | 73   | 75   | 76   | 79   | 66   | 45   | 44   | 41   | 45   | 51   | 56   | 62   |

## Obecní správa
Při sčítání lidu v letech 1850–1964 Lomy byly samostatnou obcí v okrese Jindřichův Hradec. Od 14. června 1964 do 31. prosince 1988 byly částí obce Člunek v okrese Jindřichův Hradec. Od 1. ledna 1989 do 30. června 1990 byly částí obce Kunžak v okrese Jindřichův Hradec. Od 1. července 1990 jsou opět částí obce Člunek v okrese Jindřichův Hradec.

## Pamětihodnosti
- Kaple svatého Floriána

## Další fotografie

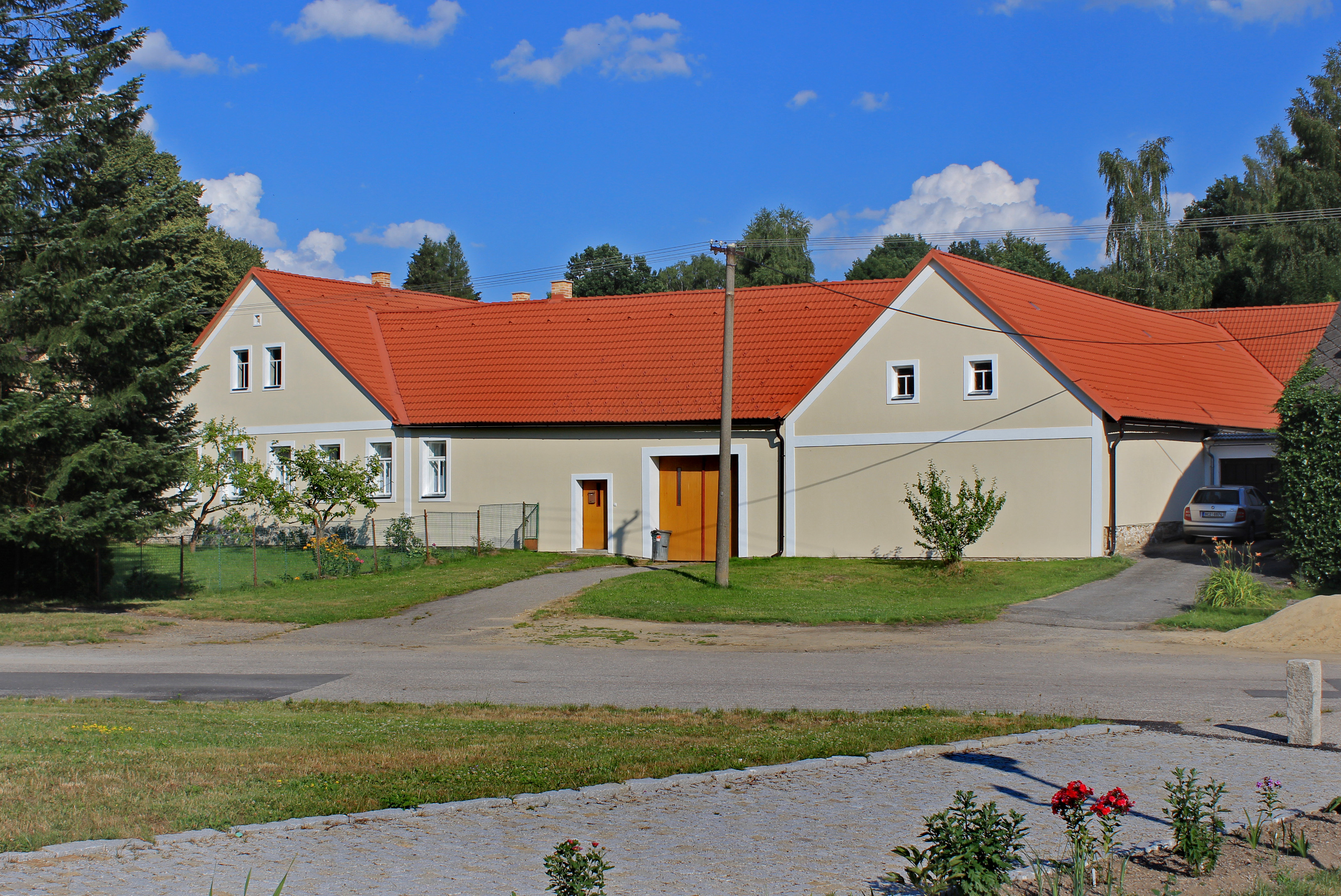
Opravený statek
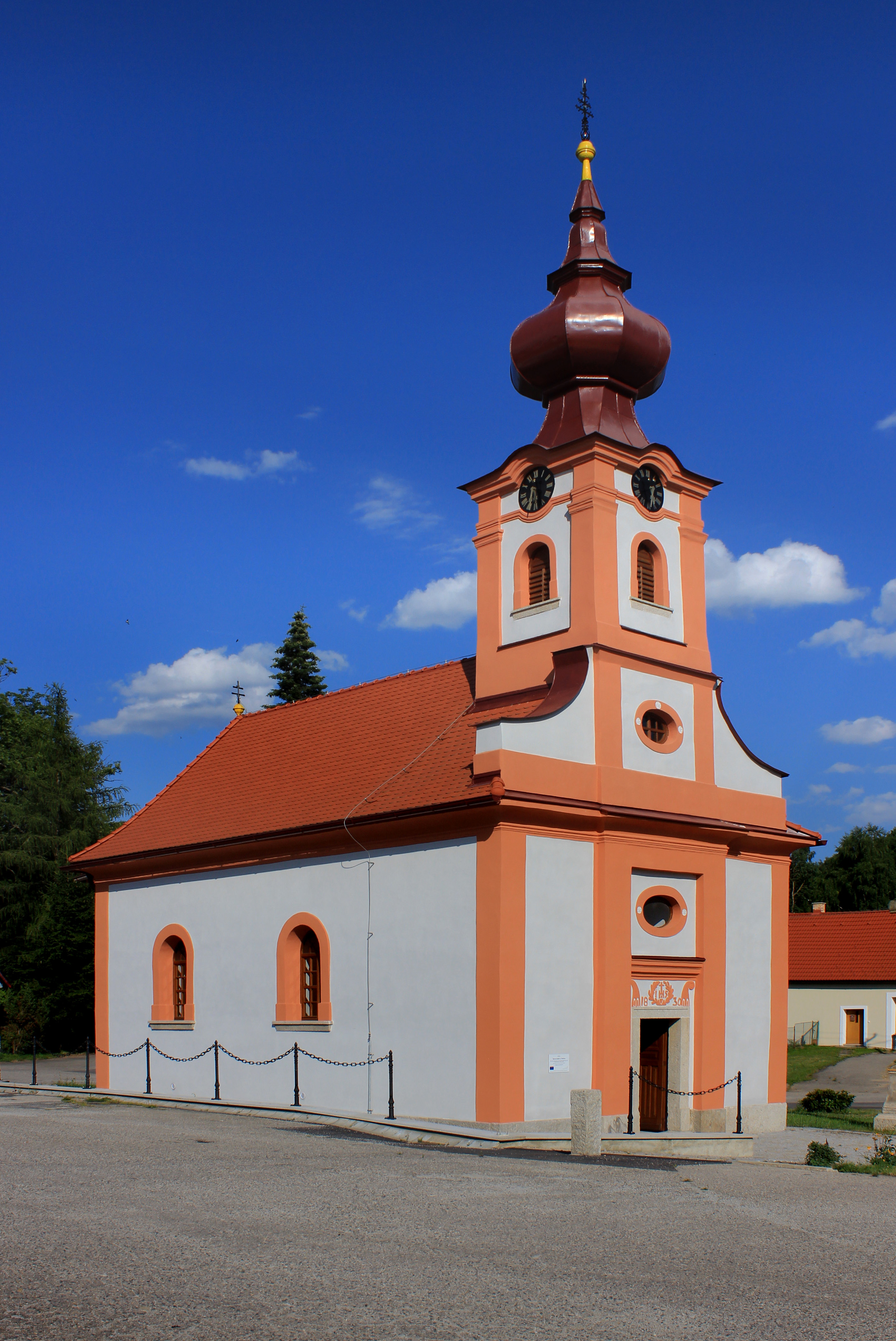
Kaple svatého Floriána
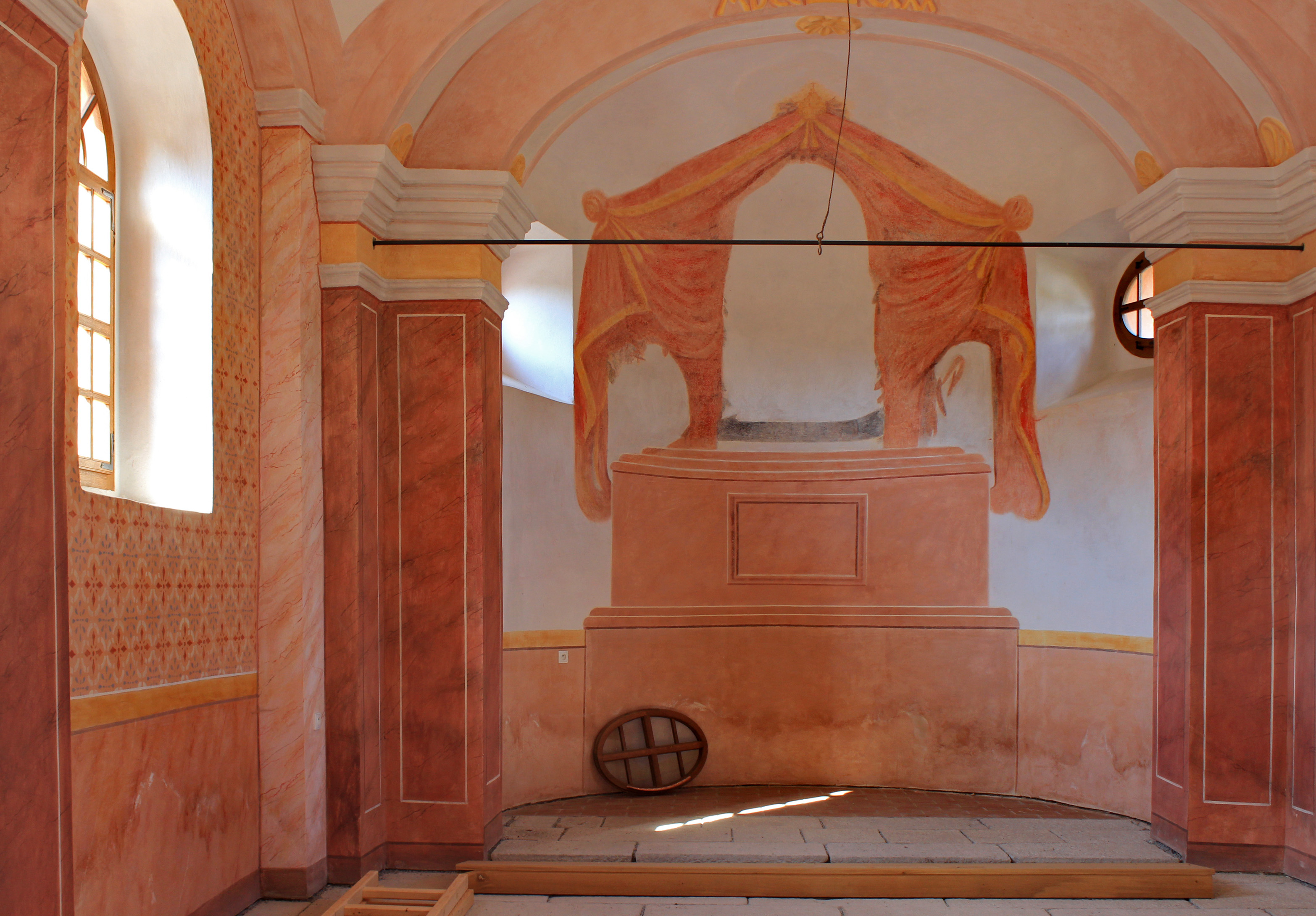
Interier kaple svatého Floriána
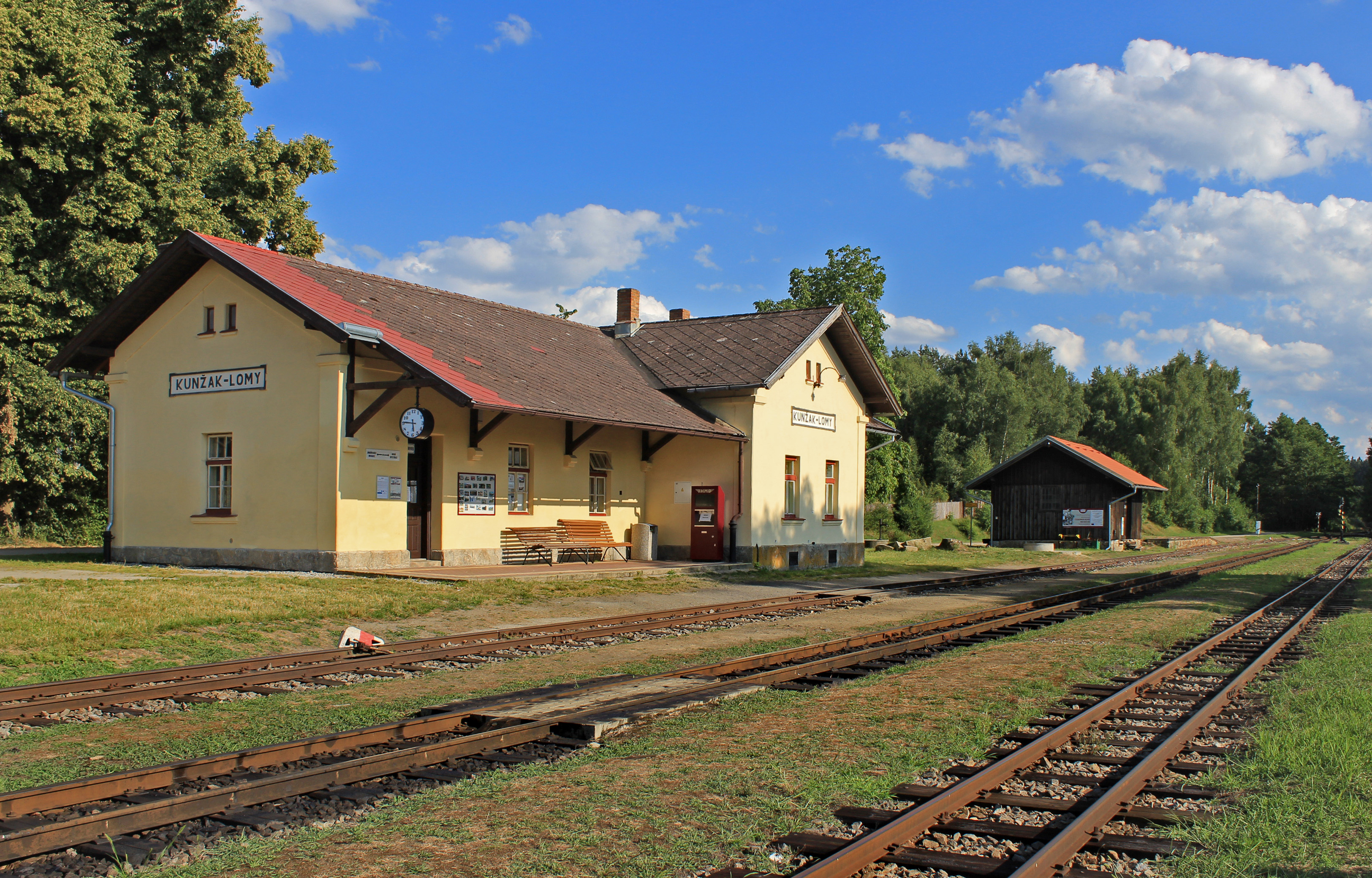
Nádraží místní úzkokolejky